# Hasten
Hasten ist ein Stadtteil der bergischen Großstadt Remscheid in Nordrhein-Westfalen. Der statistische Stadtteil Hasten Mitte bildet den Kern des Stadtteils.

Im lokalen Sprachgebrauch hat sich auch der Begriff Filiale eingebürgert, der darauf zurückgeführt wird, dass auf dem Hasten 1853 die erste evangelische Kirche außerhalb des heutigen Kernstadtgebietes gegründet wurde.

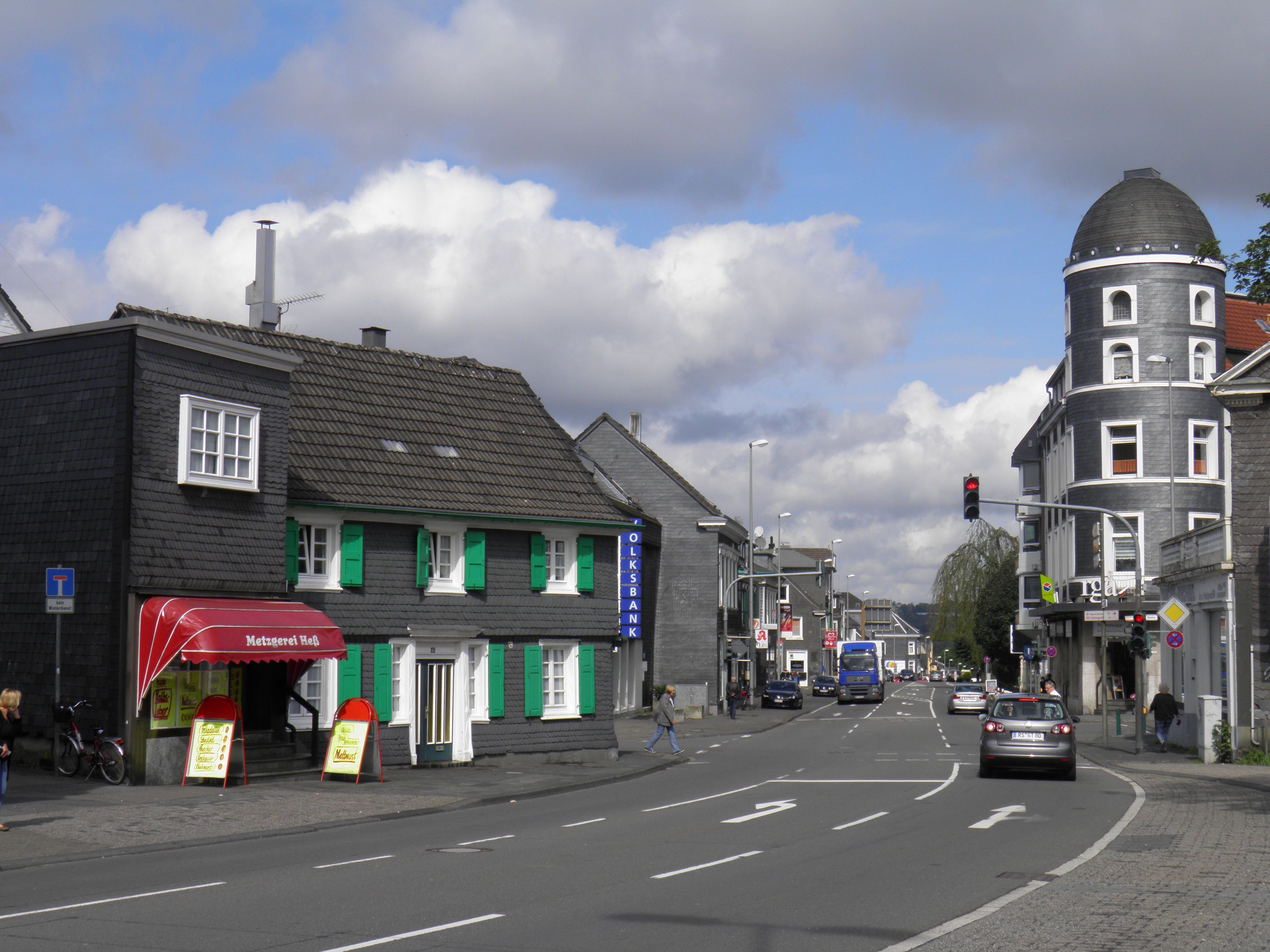
Hasten

## Geschichte
1312 ist Hasten erstmals als "hassytthen" urkundlich erwähnt. Erst 1639 kommt die Bezeichnung "zu den Horsten" ins Spiel. "Horst" der "Harst" steht laut den lippischen Flurnamen für "Hast" und Hurst" und damit für Gestrüpp und Buschwerk.
Plattdeutsch war und ist die Bezeichnung „Om Hasten“ geläufig.

## Lage
Hasten liegt im Nordwesten der Stadt im Stadtbezirk Alt-Remscheid auf einer Höhe von etwa 260 Metern über Normalnull am zentralen Richard-Lindenberg-Platz und somit gut 100 Höhenmeter tiefer als das Stadtzentrum. Im Norden und Westen wird der Stadtteil vom Morsbach umflossen, der weitere ca. 100 Höhenmeter tiefer gelegen über weite Strecken die Grenze zu Wuppertal (Stadtbezirk Cronenberg) bildet.
Oberhalb der Hastener Straße nahe „Schöne Aussicht“ beginnen der Stadtpark mit dem Bereich „in den Sümpfen“ sowie der Edelhoff-Park.
Zu Hasten gehören unter anderem die Ortslagen Büchel, Holz, Feld, Hütz, Platz, Gerstau und Haster Aue.

## Infrastruktur und Wirtschaft
Durch Hasten verläuft die Hastener Straße (Landesstraße 415), die Remscheid mit Wuppertal verbindet. Sie kreuzt in Gerstau die Landesstraße 216 (Morsbachtalstraße), die um Hasten herum nach Müngsten führt.
Die längst stillgelegte  Straßenbahnlinie Elberfeld–Cronenfeld–Remscheid verlief durch Hasten und kreuzte in Gerstau die Strecke der Ronsdorf-Müngstener Eisenbahn. Eine weitere Straßenbahnlinie führte von Clarenbach zur Schönen Aussicht, wo Anschluss an die erstgenannte Linie bestand. Heute verbinden Stadtbuslinien den Stadtteil mit dem Zentrum von Remscheid und mit Wuppertal.
Am 1. September 1883 wurde mit dem 4,25 km langen Abschnitt vom Bahnhof Remscheid bis zum neu erbauten Bahnhof Hasten das letzte Teilstück der Bahnstrecke Lennep–Hasten in Betrieb genommen, die in Lennep an die Bahnstrecke Wuppertal-Oberbarmen–Opladen und am Bahnhof Remscheid ab 1897 an die Bahnstrecke Solingen–Remscheid anschloss. Der Personenverkehr endete 1922, der Güterverkehr wurde zum 1. Januar 1991 eingestellt. Nach Abbau der Schienen wurde im Rahmen der Regionale 2006 auf ihr die Trasse des Werkzeugs eröffnet, ein Bahntrassenweg, der Aspekte der Werkzeug- und Metallverarbeitung vermittelt. Die Betriebsgebäude der Bahn wurden abgebrochen, auf dem ehemaligen Bahngelände haben sich hauptsächlich Einzelhandelsunternehmen angesiedelt.
In Hasten gibt es zahlreiche größere und kleine Betriebe der metallverarbeitenden Industrie, die Unternehmen Edscha und Keiper wurden auf dem Hasten gegründet. Richard Lindenberg baute 1906 auf dem Hasten im weltweit ersten nach dem System Héroult-Lindenberg arbeitenden Elektrostahlwerk, seinem Betrieb Edelstahlwerke Lindenberg, den ersten industriell genutzten Elektrostahlofen der Welt. Die Stahlwerke Richard Lindenberg AG gingen später in den Deutschen Edelstahlwerken AG auf. Der ehemalige Firmenbereich heißt jetzt Glockenstahlstraße und umfasst eine Vielfalt von Unternehmen aller Art. In der Nachbarschaft befand sich bis gegen Ende des 20. Jahrhunderts ein Sportplatz mit dem Namen Glockenstahl-Kampfbahn, der überwiegend vom VfB Marathon genutzt wurde.
Am Richard-Lindenberg-Platz und an der Hastener Straße befinden sich zahlreiche Einzelhandelsgeschäfte, Gastronomiebetriebe und Dienstleister. Aus dem ehemaligen Café Nordmeier entwickelte sich unter Leitung von Wolf Nordmeier eine Fabrik für Diätpralinen, die in der Hastener Straße ansässig ist. Ferner gibt es an der Jöstingstraße seit langem einen evangelischen Friedhof. Der ehemalige Wasserturm wurde noch vor Ende des 20. Jahrhunderts abgerissen, als der Wasserbunker neben der Sternwarte am Stadtpark die Regelfunktion für die Wasserversorgung in Hasten übernahm.

## Sehenswürdigkeiten
Das Ortsbild wird noch immer von zahlreichen, zumeist verschieferten Fachwerkhäusern geprägt – vor allem auf Büchel. Daneben gibt es etliche Fabrikantenvillen. In einer von ihnen, dem Haus Cleff, befindet sich das „Museum Haus Cleff“. Es ist heute ein Bestandteil des Historischen Zentrums der Stadt Remscheid. Zu diesem gehört auch das benachbarte Deutsche Werkzeugmuseum, das unter anderem eine umfangreiche Sammlung von Werkzeugen beherbergt und die Entwicklung der Werkzeugproduktion veranschaulicht.
Die Pauluskirche wurde an der Grenze zwischen Hasten und Büchel im neoromanischen Stil erbaut und 1853 als Filialkirche der Stadtkirche eingeweiht. Sie wurde auf Kosten der Hastener und Bücheler Gemeindemitglieder errichtet, erst 1872 wurde die Gemeinde selbstständig, der Name Filiale blieb jedoch erhalten. In der Nähe wurde 1909 der Wasserturm Remscheid-Hasten erbaut, der 1982 abgerissen wurde.

## Ansichten aus dem Stadtteil

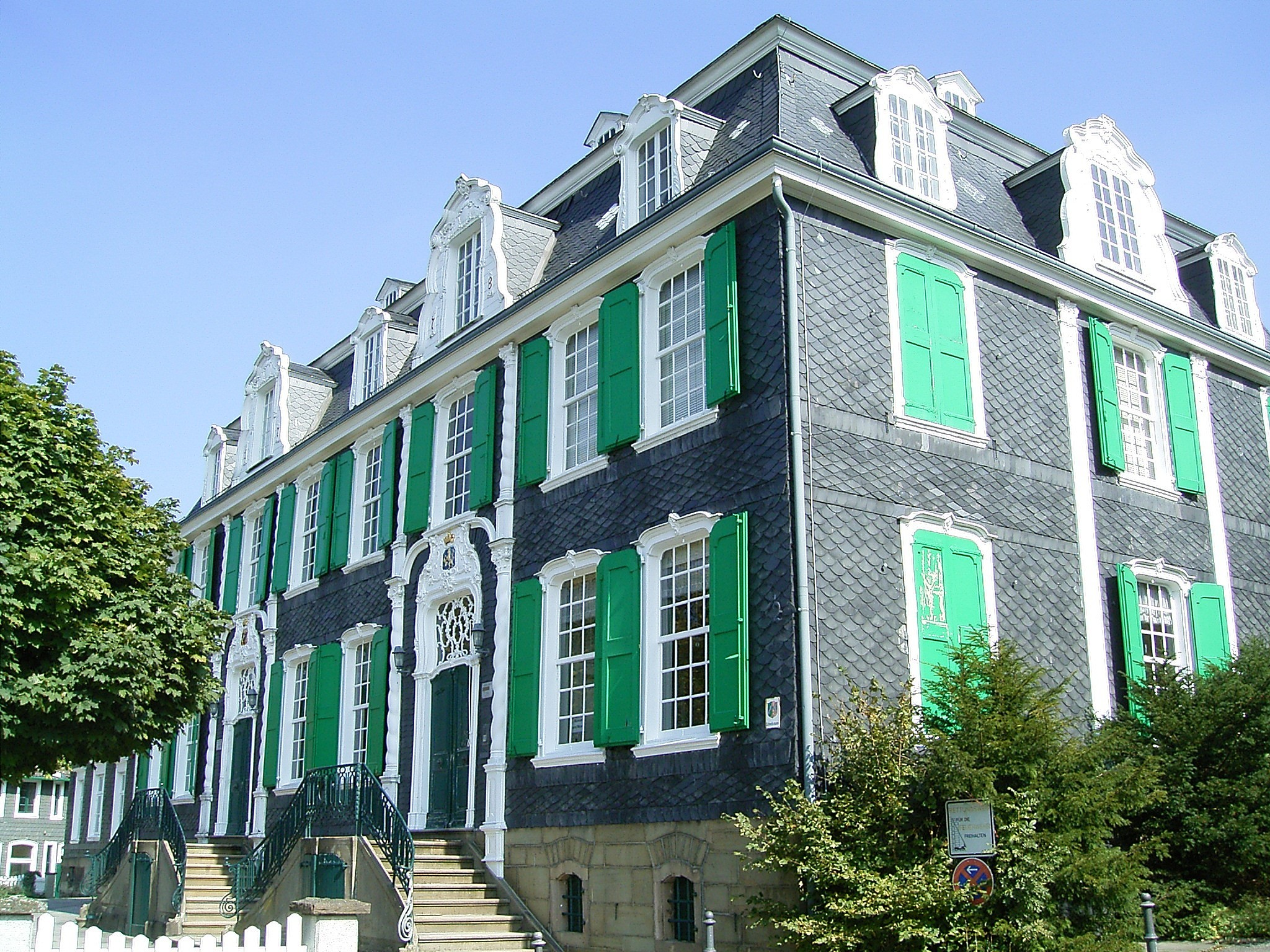
Haus Cleff, Front mit Außentreppen
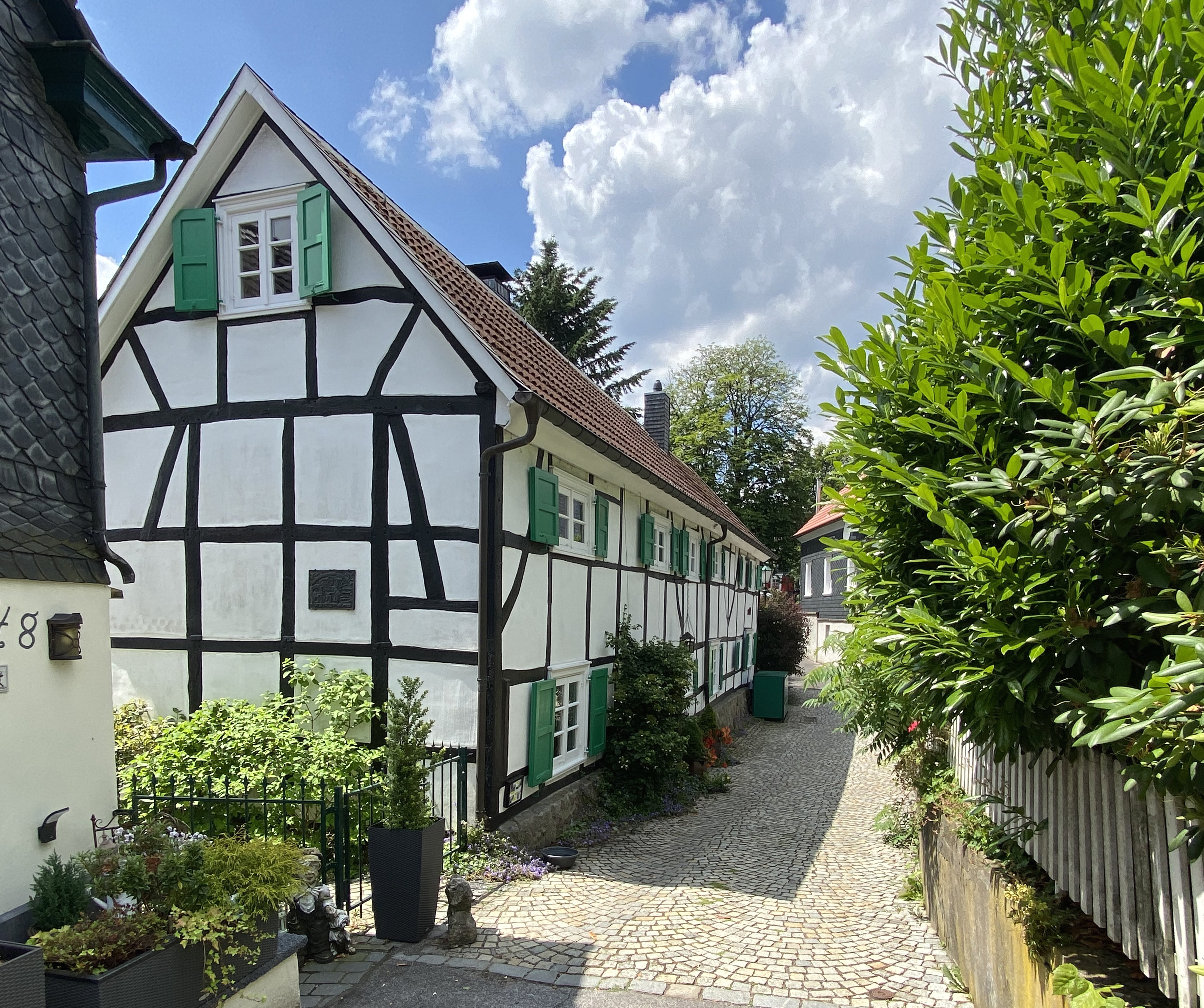
Alte Straße 9
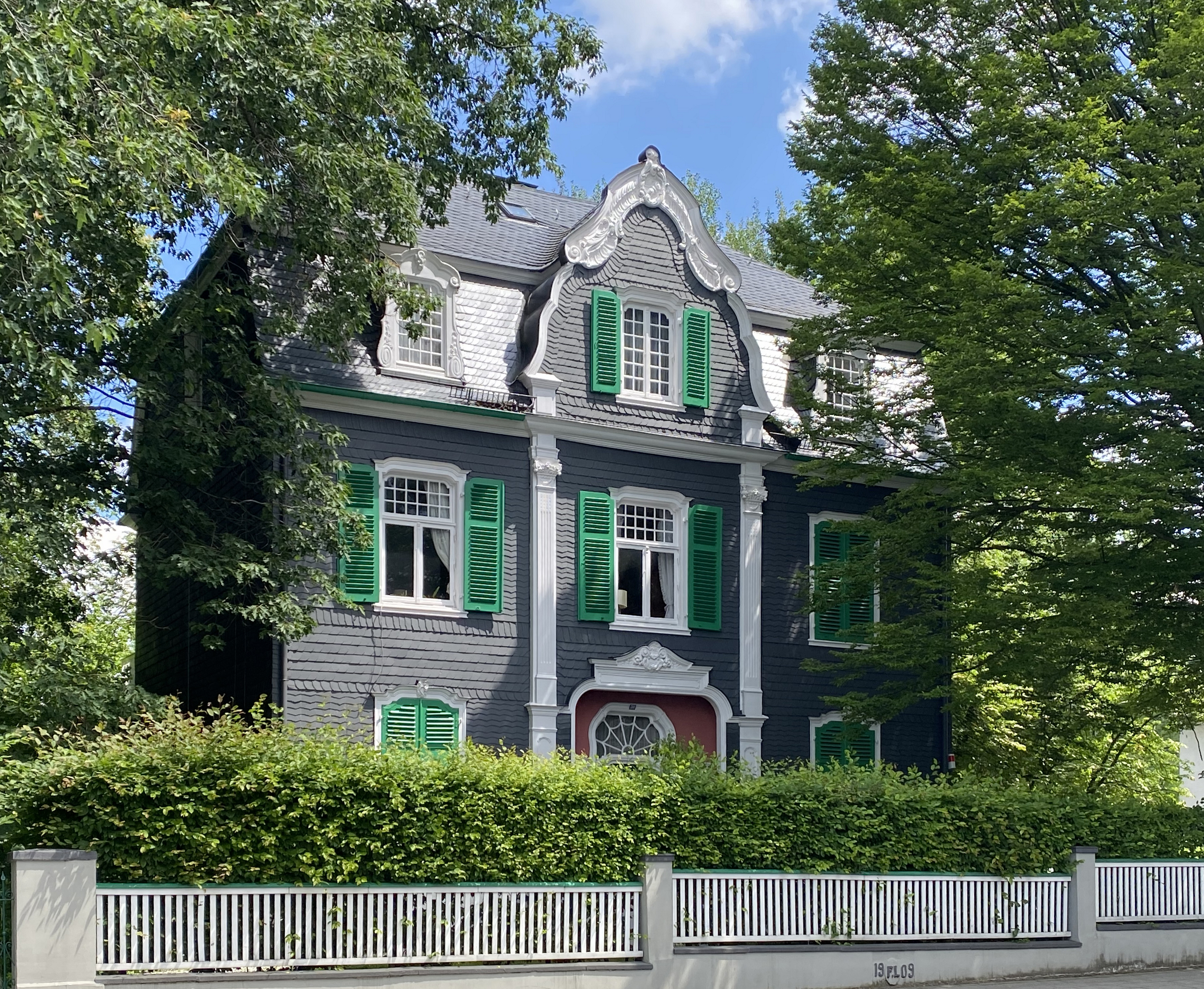
Hastener Straße 30
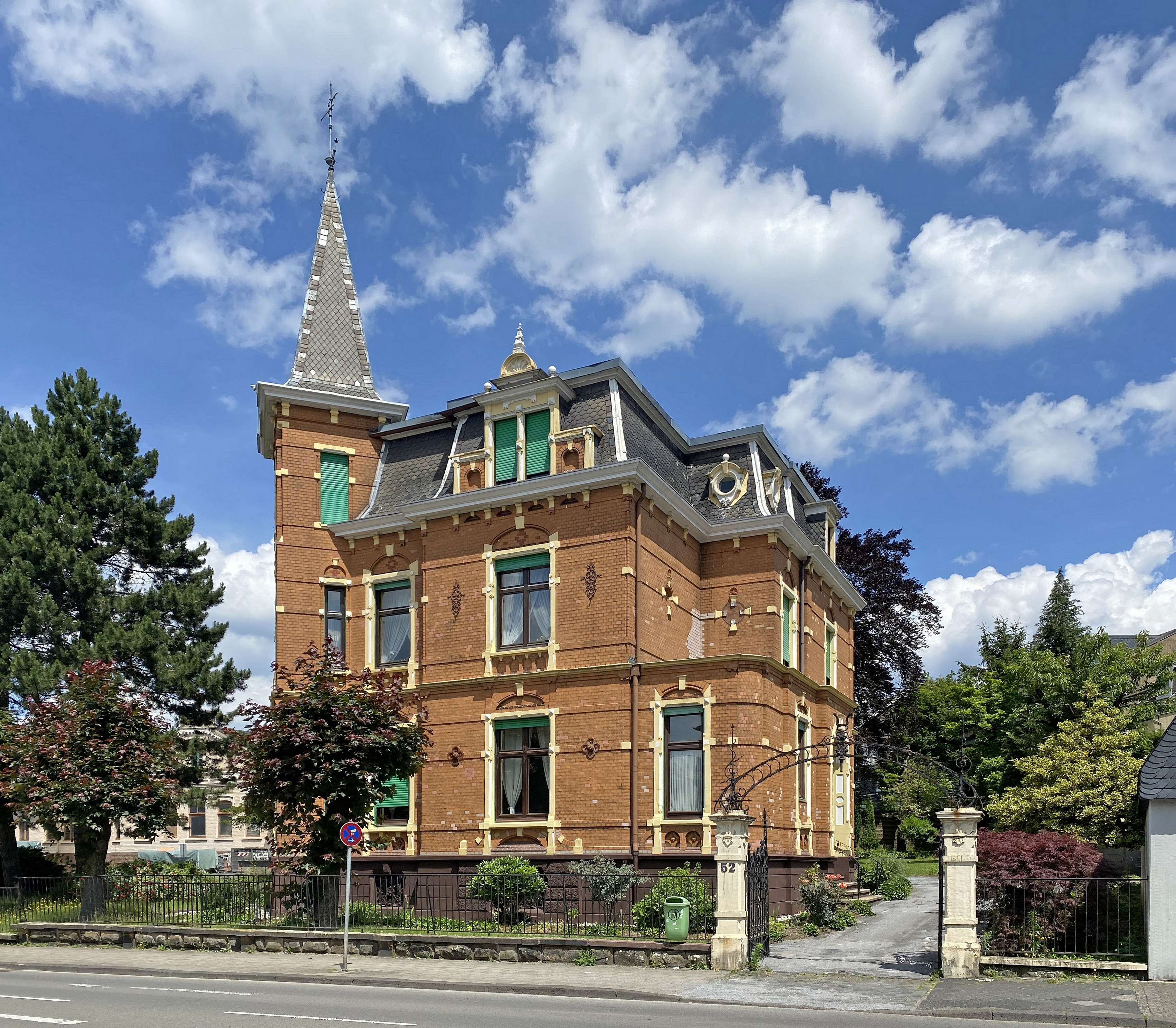
Hastener Straße 52
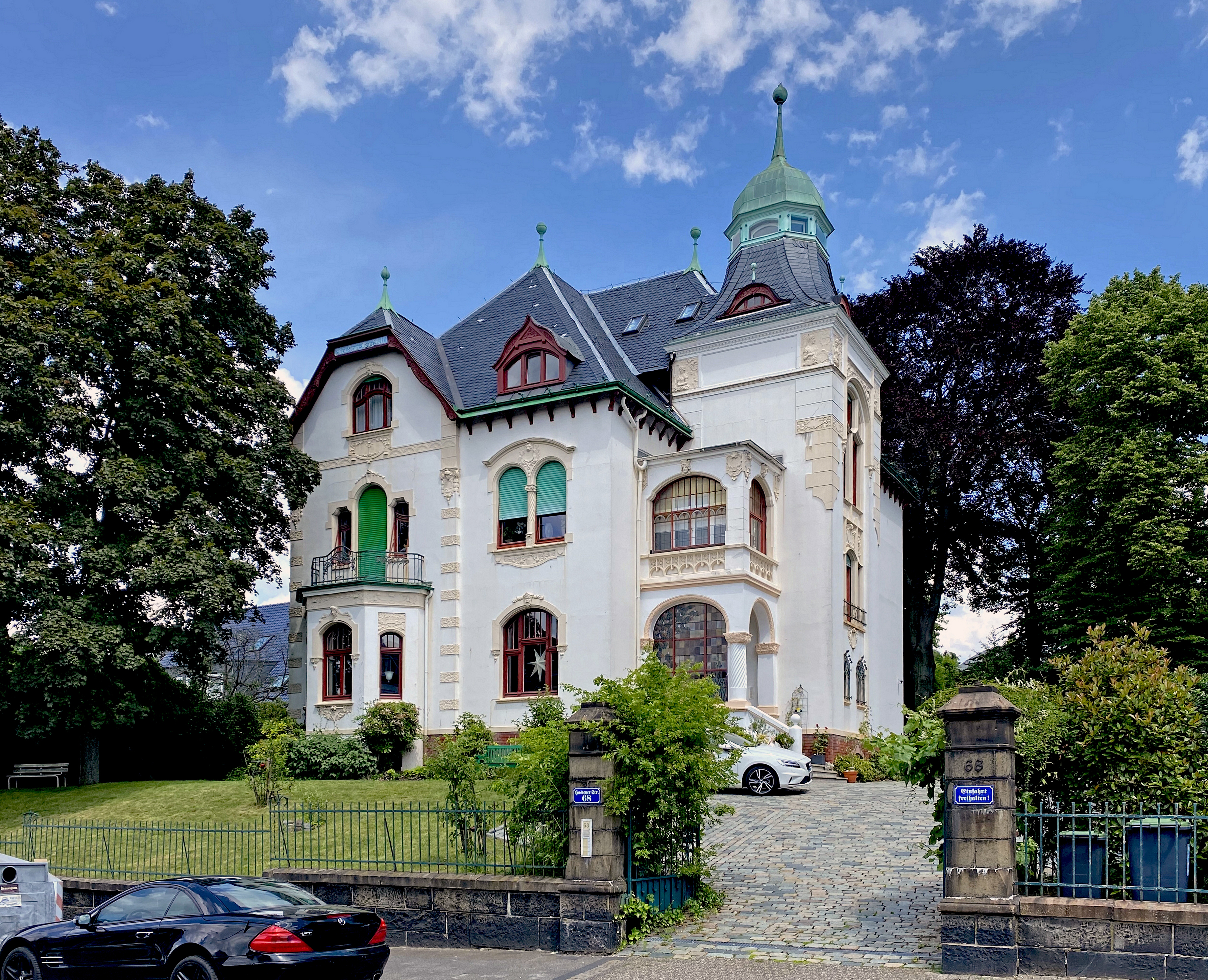
Hastener Straße 68
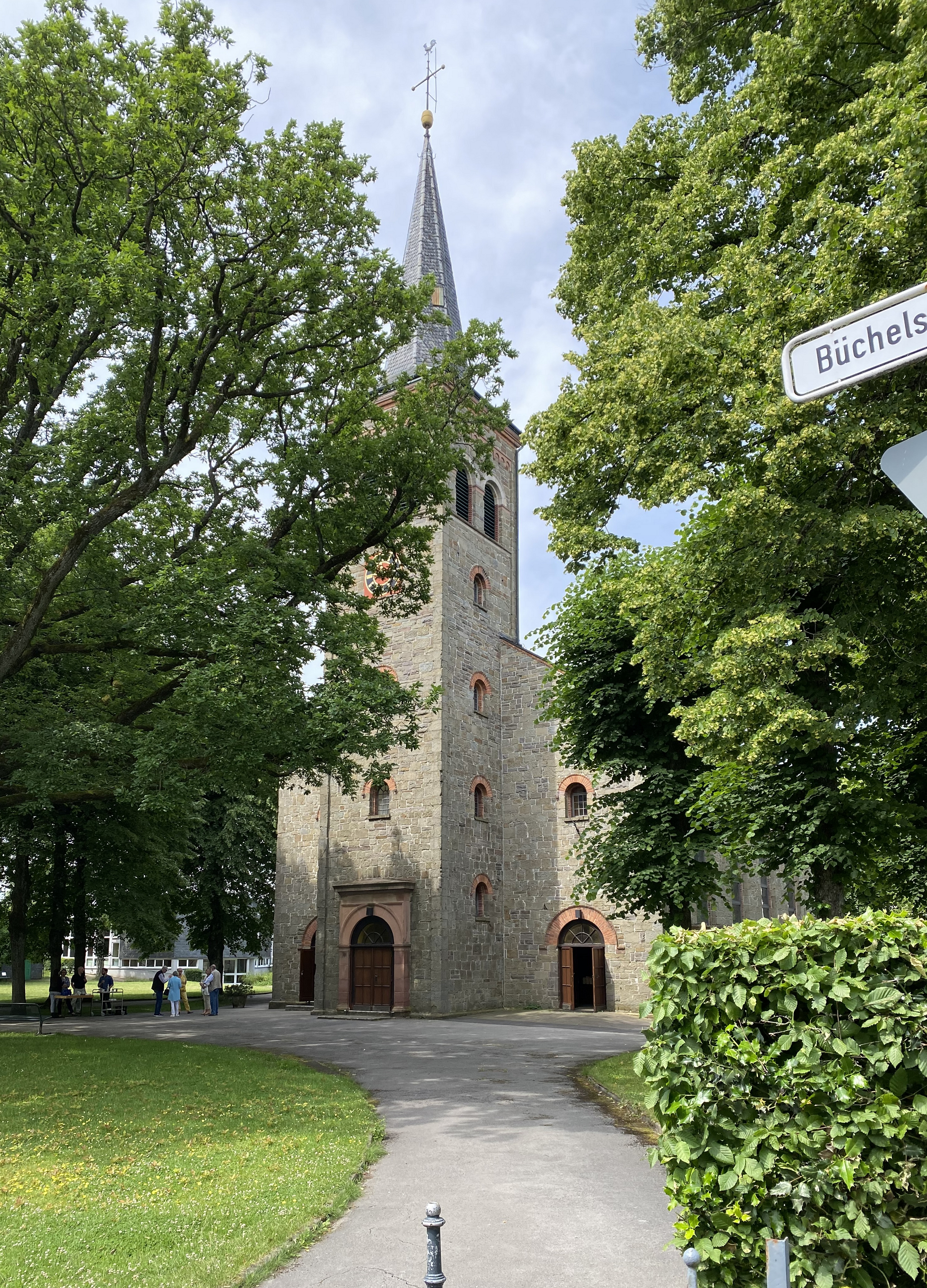
Pauluskirche Hasten
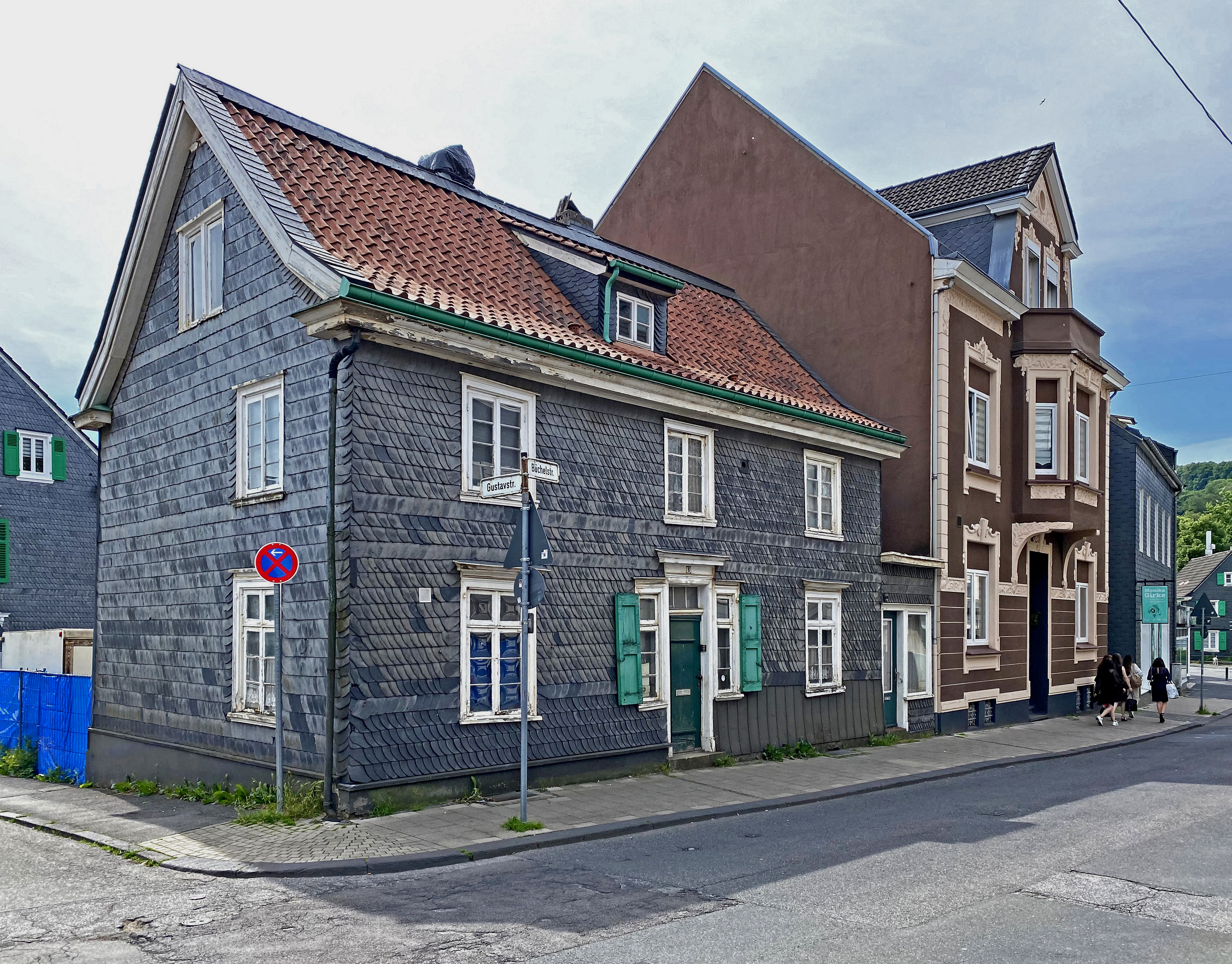
Büchelstraße
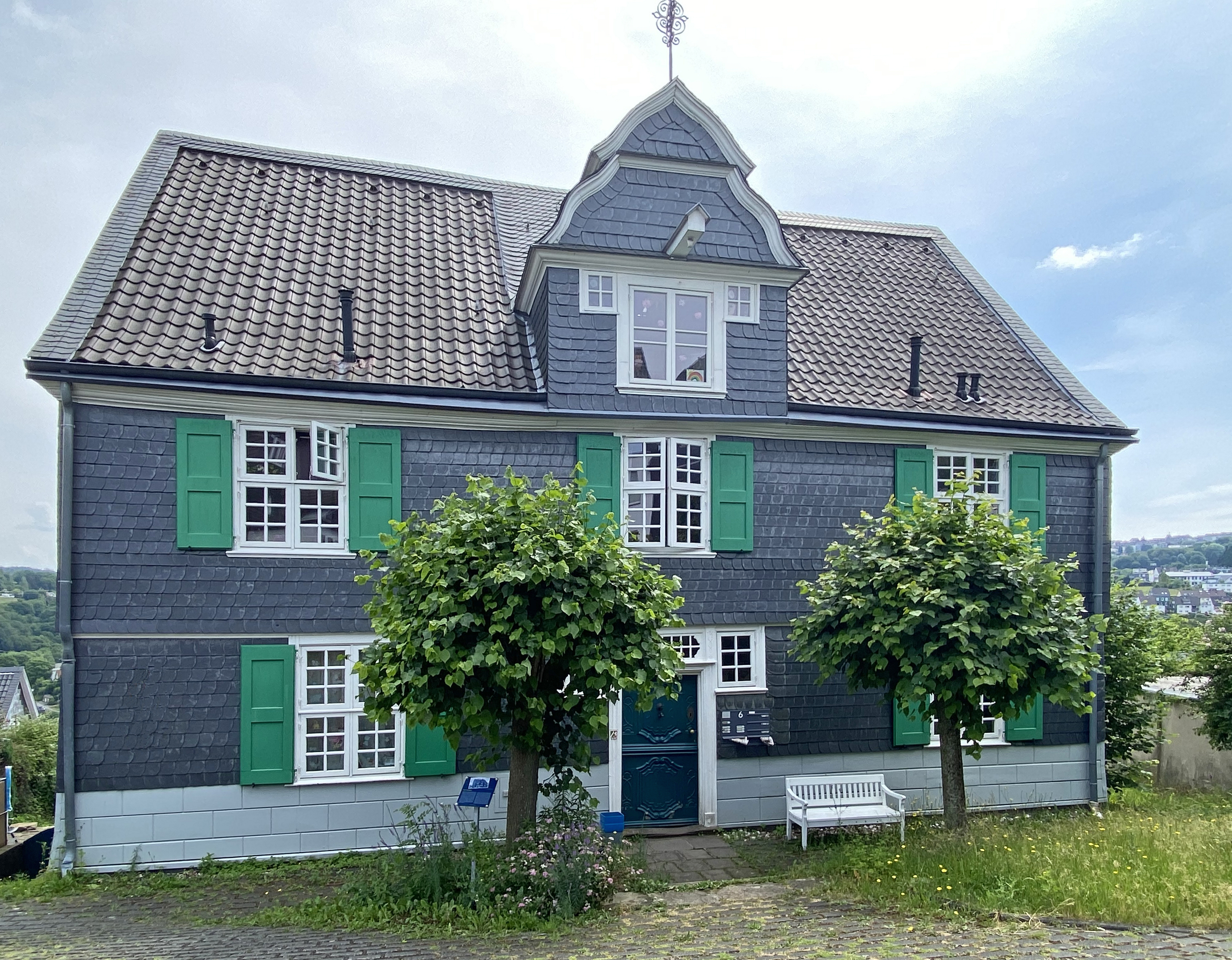
Büchel 6
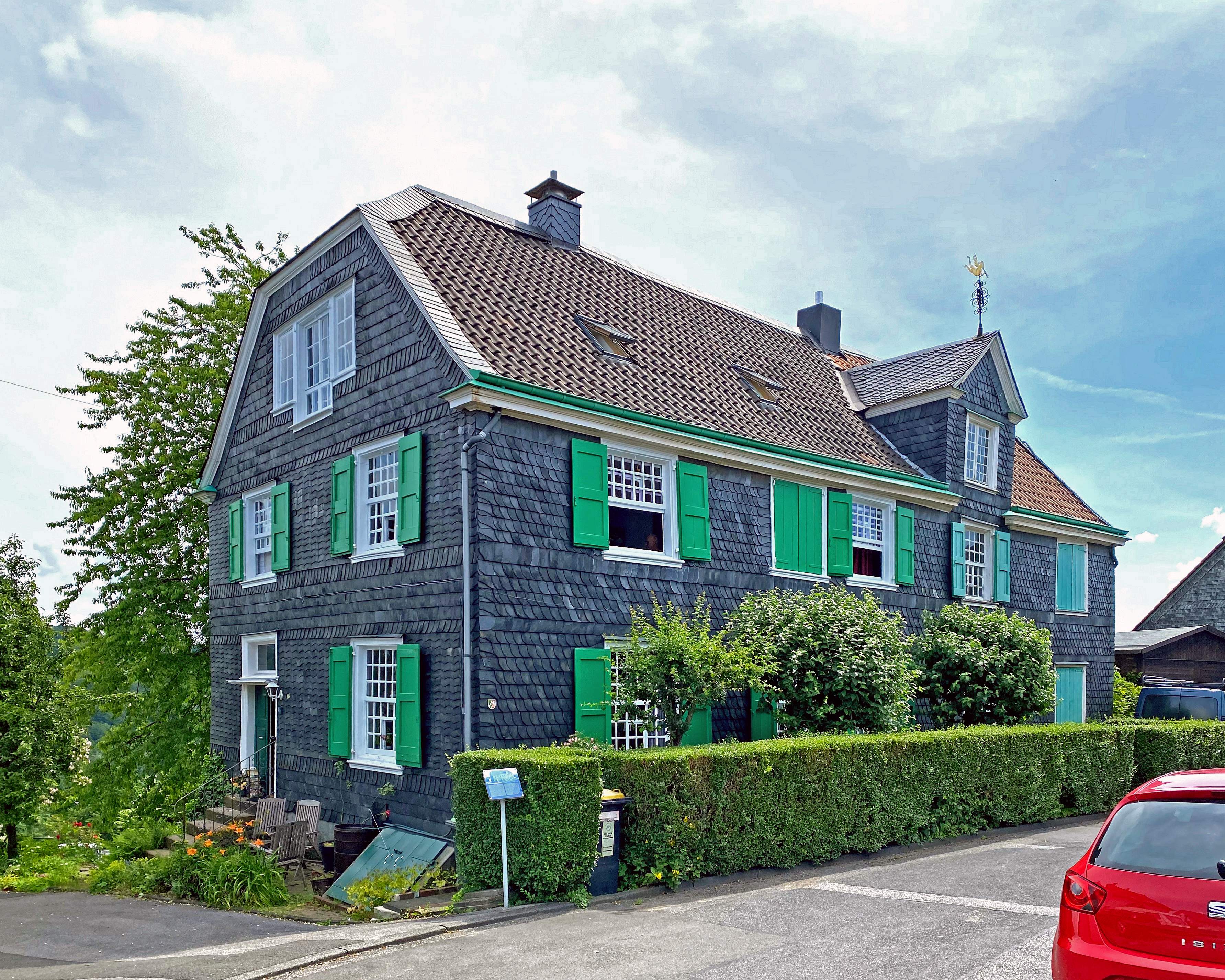
Büchel 19
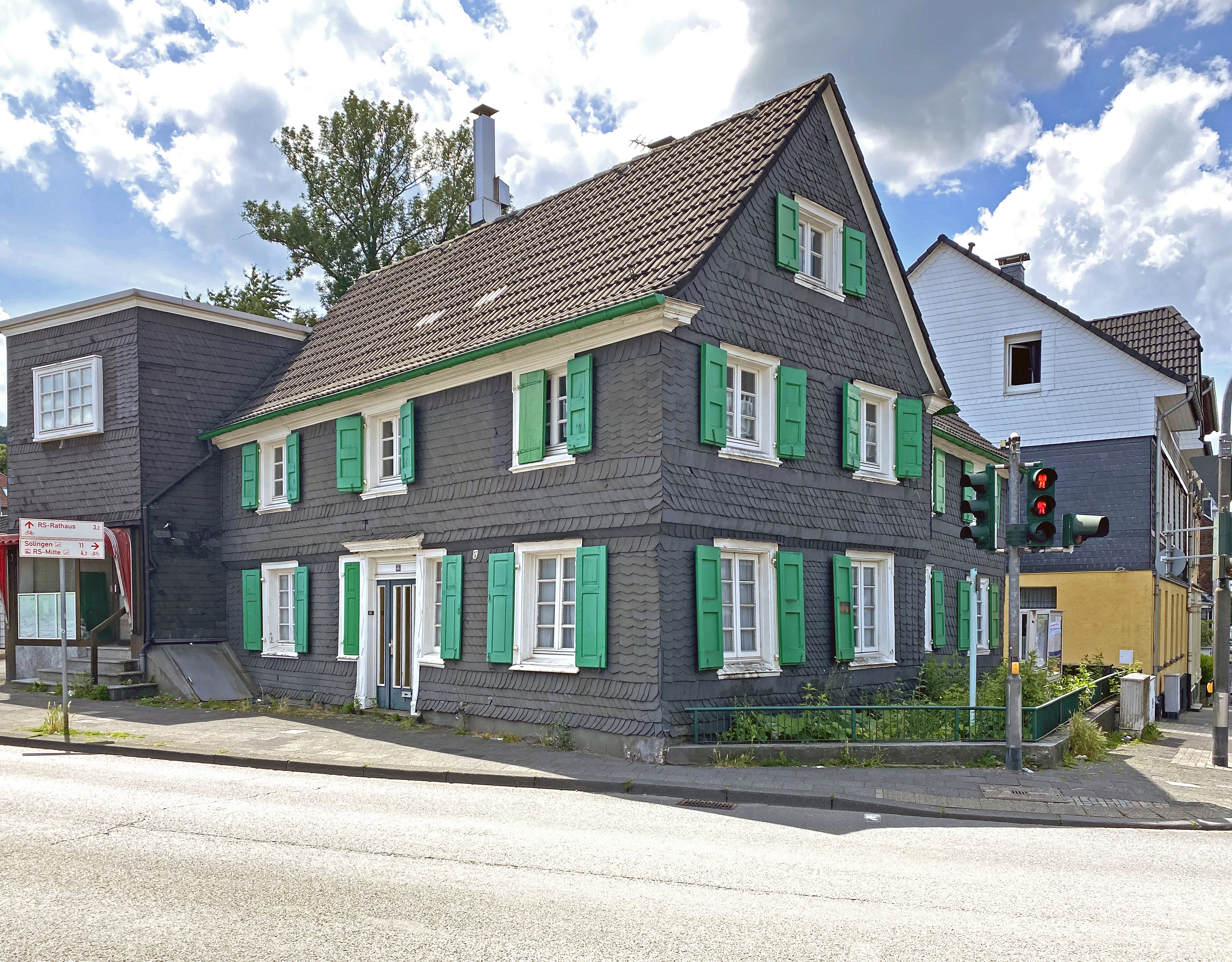
Hastener Straße 45
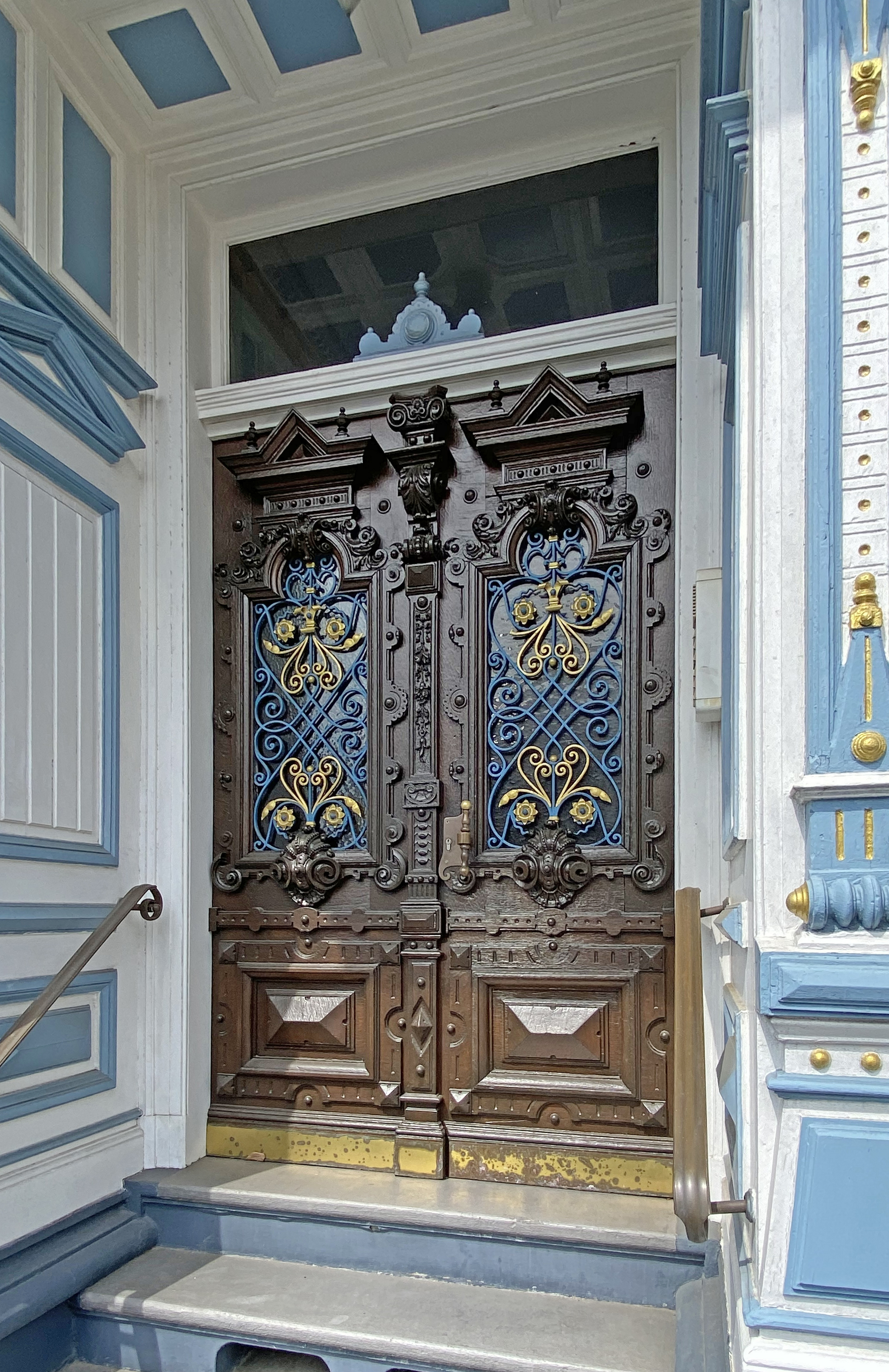
Haustür Büchelstraße 33
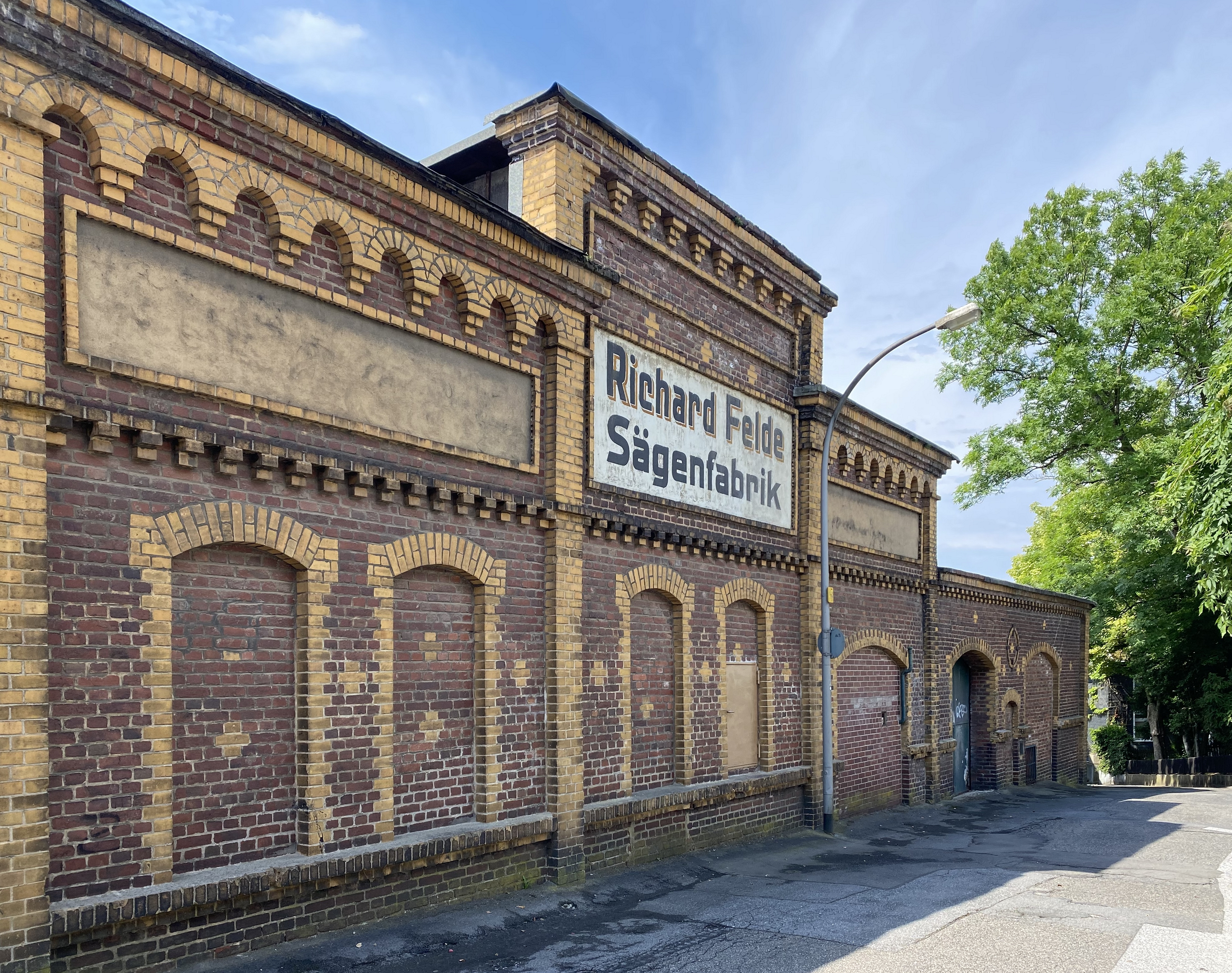
ehem. Sägenfabrik Richard Felde (Ansicht von der Krimstraße)